# Aba Segud Airport
Aba Segud Airport (IATA: JIM, ICAO: HAJM), också känd som Jimma Airport, är en flygplats ungefär en km nordväst om staden Jimma, Etiopien. År 2007 besökte drygt 200 000 personer flygplatsen. 

## Flygbolag och destinationer
- Ethiopian Airlines (Addis Abeba Bole International Airport, Lalibela Airport)